# ثريا مهاود
ثريا حاود (بالهولندية: Touriya Haoud)‏ (مقدونية: Турија Хауд) مواليد 1 أكتوبر 1977  ممثلة، مغنية، عارضة أزياء هولندية تعيش في لوس انجليس، كاليفورنيا.

## المهنة
ولدت ثريا في رينين، أوترخت، هولندا في طفولتها شاركت في برامج الأطفال المتنوعة عبر التلفزيون الهولندي، بعد تخرجها من معهد شوفرز للتدريب الخاص وحصولها على دبلوم في مجال الإعلام والاتصال، شاركت في مسابقة عارضة أزياء لتبدئ مسيرة جديدة في عالم الموضة وعروض الأزياء، بعد سنوات قليلة سافرت إلى أوروبا، ووقعت عقدا مع شركة تومي هيلفيغر وشركة ريبلي، مما منحها فرصة زيارة أغلب البلدان الأوروبية. ولم يكن طموحها التوقف عند حدود عالم الإعلانات،
فقد اختارت لنفسها اسما فنيا جديدا هو«ثريا حاوود» وشاركت في واحدة من أشهر المسلسلات التلفزيونية الهولندية Hartslag.
شاركت ثريا في فيلم «شوف شوف حبيبي» Hush Hush Baby للمخرج الهولندي «ألبير ديرهيردت». واستطاعت من خلال دور «ليلى» أن تشارك في مهرجان برلين السينمائي المعروفحيث حصل الفيلم على جائزة اختيار الجمهور.
في عام 2003، نجحت ثريا باختيارها لخلافة عارضة الأزياء ناعومي كامبل كأحد وجهان الجديدان تقومان بتصوير حملة إعلانية لشركة الاتصالات الإيطالية الرائدة تيم، في خريف تلك السنة أدت دور شخصية رئيسية في إعلان جديد كمباري التجارية لكل من إيطاليا وألمانيا. في ربيع عام 2004 ظهرت كواحدة من النموذجين الذي ظهر في الحملة العالمية من أجل شركة ريبلي واستمرت هذه الحملة حتى خريف عام 2004.
كعارضة أزياء عالمية، فقد ظهرت ثريا على أغلفة مجلات هاربر بازار، مجلة دونا، جي كيو
في 2005 سافرت ثريا إلى لاس فيغاس من اجل المشاركة في الفيلم الأمريكي الأصابع الخمسة، ولعبت دور «السعدية» إلى جانب الممثل العالمي لورنس فيشبورن وبعد بأشهر قليلة استقرت ثريا في مدينة لوس انجليس، وبعد مفاوضات عسيرة مع مجلة بلاي بوي الأمريكية، ظهرت ثريا عارية على غلاف مجلة بلاي بوي في نسختها الهولندية.

## الحياة الشخصية
في 4 يوليو 2006، تزوجت من الممثل الاميركي غريغ فوغان، في يوم 4 مايو، 2007 انجبت ثريا مولودها الأول
جونثون جيمس فوجان، في 19 يناير 2010، رزق الرزجين المولود الثاني، كافان توماس فوغان. 2011 في 24 أغسطس 2011 أعلنوا أنهم ينتظران مولودهما الثالث في مارس 2012. في 6 مارس 2012 ثريا تلد ابنها الثالث، لندن ريد.

## روابط خارجية
- ثريا مهاود على موقع IMDb (الإنجليزية)
- ثريا مهاود على موقع أول موفي (الإنجليزية)
- ثريا مهاود على موقع قاعدة بيانات الفيلم (الإنجليزية)